# Bătălia de la Liov (1918)
Bătălia de la Liov (în istoriografia ucraineană Бої за Львів, „Lupta pentru Lviv”, în istoriografia poloneză Obrona Lwowa, „Apărarea Liovului”) din 1918 - 1919 a fost un conflict lung de șase luni dintre forțele militare ale Republicii Populare a Ucrainei Occidentale pe de-o parte și milițiile poloneze, sprijinite de armata poloneză regulată, pe de altă parte, pentru preluarea controlului asupra orașului Lwów / Lviv, aflat în ceea ce era cunoscut drept partea răsăriteană a Galiției, regiune care este acum parte a Ucrainei apusene. Luptele de la Liov au fost scânteia care a declanșat războiul polono-ucrainean, care a fost câștigat în cele din urmă de A doua Republică Poloneză.

## Cadrul istoric
Lvivul contemporan ucrainean era numit Lwów de către polonezi, Lviv de către ucraineni și Lemberg de către austrieci. La începutul secolului al XX-lea, populația orașului era formată aproximativ din 60% polonezi și 30% evrei, iar orașului era considerat unul dintre cele mai importante centre culturale poloneze. Ucrainenii, polonezii și evreii trăiau în estul Galiției. Datorită intervenției arhiducelui Wilhelm de Austria, un Habsburg cu vederi pro-ucrainene, au fost încartiruite în octombrie 1918 în Liov două regimente austro-ungare constituite în mare majoritate din militari ucraineni. În același timp, cele mai multe unități austro-ungare în rândul cărora erau mobilizați polonezi erau trimise pe alte fronturi, pentru evitarea conflictelor. În afară de cele două regimente din Liov, în Bucovina era staționată o mare unitate militară formată prin unirea mai multor miliții ucrainene. Această unitate de pușcași putea să ajungă cu relativă ușurință la Liov în caz de nevoie. Rada Națională Ucraineană, (un consiliu format din reprezentanții de etnie ucraineană din Parlamentul austriac și Dietele din Galiția și Bucovina) plănuiseră să proclame fondarea Republicii  Populare a Ucrainei Apusene pe 3 noiembrie 1918. Acest eveniment a fost devansat cu două zile, pe 1 noiembrie, datorită informațiilor conform cărora polonezii încercau să preia controlul asupra orașului.

## Preluarea controlului de către ucrainenei
Pe 1 noiembrie, între orele 3 și 4 dimineața, soldații ucraineni au ocupat clădirile publice și obiectivele militare principale din Liov, au arborat drapelul național ucrainean și au proclamat nașterea unui nou stat: Republica Populară a Ucrainei Occidentale. Guvernatorul austriac a fost arestat, iar toate prerogativele sale au fost preluate de vice-directorul guvernoratului, Volodymyr Detsykevich, care a recunoscut autoritatea supremă a Radei Naționale Ucrainene. Comandantul militar austriac a cerut la rândul lui subordonaților săi să recunoască de asemenea autoritatea Radei. Colonelul Dmitro Vitovski a fost numit în funcția de comandant al forțelor ucrainene din Liov, (1.200 de soldați, aflați sub comanda a 60 de ofițerri). Liovul a fost proclamat capitala noii republici ucrainene, care controla Galiția estică, Transcarpatia și Bucovina de nord. Populația de origine etnică poloneză a noii republici, inclusiv locuitorii polonezi ai Liovului, considerau că teritoriile locuite de ei aparțineau de drept Poloniei. 

## Rezistența polonezilor
Forțele poloneze, care au avut la început efective de aproximativ 200 de oameni, comandante de Zdzisław Tatar-Trześniowski, au organizat o pungă de rezistență într-o școală din suburbiile vestice ale Liovului. După izbucnirea primelor lupte între polonezi și ucraineni, grupului inițial de luptători anti-ucraineni li s-au mai adăugat  sute de voluntari, în special tineri cercetași și studenți. Peste 1.000 de oameni s-au alăturat forțelor poloneze în chiar prima zi a conflictului. Polonezii au reușit în scurtă vreme să recucerească unele cartiere apusene ale orașului, în timp ce cea mai mare parte a Liovului, inclusiv centrul, a rămas în mâinile ucrainenilor. 

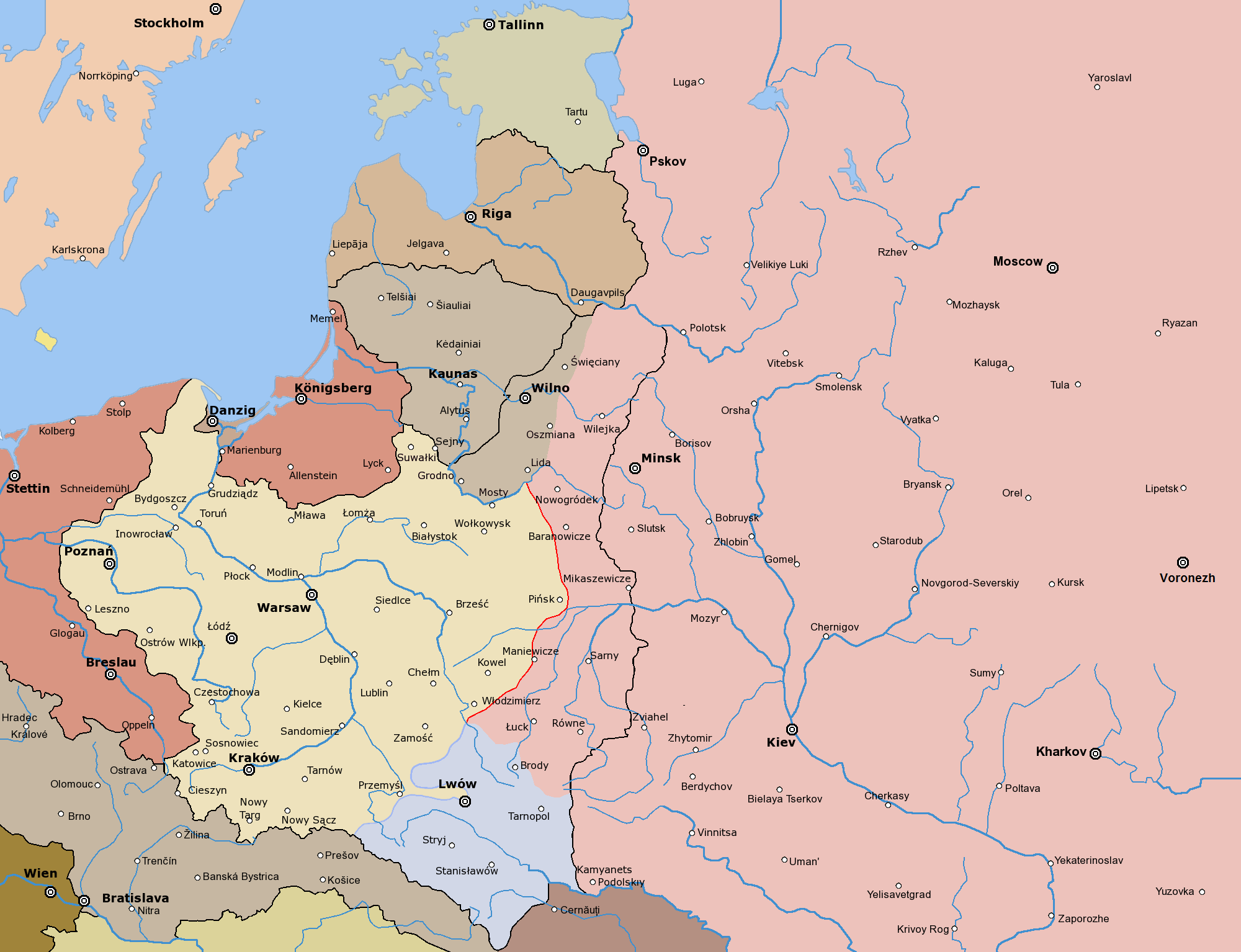
Situația după spargerea asediului

Deși aveau superioritate numerică, erau bine echipați și aveau experiență de luptă, soldații ucraineni erau în marea lor majoritate săteni, nedeprinși cu războiul urban. În plus, regimentul pușcașilor ucraineni din Bucovina au pătruns cu greu în oraș datorită rezistenței puternice a polonezilor din suburbia Klepariv.  Deși polonezii erau prost echipați și în cea mai mare parte nu aveau pregătirea de luptă, ei se bucurau de avantajul bunei cunoașteri a orașului, ceea ce s-a dovedit vital în primele zile ale luptelor. În doar câteva zile de la izbucnirea conflictului, efectivele polonezilor se ridicau la aproximativ 6.000 de luptători, bărbați și femei, dintre care peste 1.400 de elevi de gimnaziu și tineri. Vitejia, eroismul marelui număr de tineri le-a adus supranumele de „Puii de Vulturi din Lwów” (Orlęta Lwowskie). Pe 3 noiembrie câteva subunități ucrainene sosite din Bucovina au reușit să pătrundă în oraș. A fost numit un nou comandant al forțelor ucrainene în persoana colonelului Hnat Stefaniv. În ciuda sosirii unor noi forțe ucrainene, asaltul polonezilor asupra gării din Liov s-a încheiat cu un succes. Cu această ocazie, polonezii au capturat două trenuri cu provizii ucrainene, reușind astfel să echilibreze situația în ceea ce privește armamentul și muniția. Până pe 5 noiembrie, ucrainenii au fost expulzați din partea apuseană a orașului, dar atacul polonez asupra centrului Liovului a fost oprtit și luptele au ajuns în impas. Combatanții nu aveau suficienți luptători pentru a forma o linie continuă a frontului. O asemenea linie de luptă a fost stabilită doar în centru, pe când în restul orașului doar clădirile mai importante erau apărate. 
Pe 11 noiembrie 1918, Polonia și-a proclamat independența. A doua zi, primele unități ale Armatei Poloneze sub comanda maiorului Wacław Stachiewicz au intrat în Przemyśl, localitate aflată la 70 km depărtare de Liov. Temându-se că aceste trupe poloneze vor încerca să atace forțele ucrainene asediatoare, colonelul Stefaniv a pregătit o ofensivă generală împotriva cartierelor apusene pe care nu le controla. În ciuda unor atacuri violente ale ucrainenilor în perioada 13 – 15 noiembrie, apărarea poloneză a rezistat. Pe 18 noiembrie a fost semnat un armistițiu între cele două tabere.

## Victoria polonezilor
După două săptămâni de lupte grele, detașamentul armatei polneze de sub comanda colonelului Michał Karaszewicz-Tokarzewski (1.228 soldați, 140 soldați) a străpuns liniile ucrainenilor și a intrat în oraș. Pe 21 noiembrie, ucrainenii au fost respinși din zona cimitirului Łyczaków, una dintre cele mai importante obiective ale orașului. În noaptea următoare, s-au retras din oraș, deși au continuat să înconjoare Liovul de la o anumită distanță, pe trei laturi. În timpul cuceririi orașului de către polonezi au avut loc tulburări, cele mai grave fiind cele două zile în timpul cărora pușcăriași și soldați polonezi scăpați de sub control au comis jafuri. În timpul acestor tulburări, sute de polonezi, ucraineni și evrei au fost uciși. Evreii erau acuzați că ar fi cooperat cu evreii și există afirmații cărora aproximativ 150 de evrei au fost uciși și cam 500 de magazine și ateliere evreiești au fost jefuite ca represalii, deși  Comisia Morganthau a raportat doar 64 de evrei uciși. Pierderile populației evreiești au fost exagerate în relatările unora dintre ziarele occidentale. Evenimentele acestea au devenit cunoscute ca „Pogromul de la Lwów”. După restabilirea ordinei în oraș, autoritățile poloneze au pedepsit o serie de persoane acuzate că ar fi participat la tulburări. 
Luptele dintre polonezi și ucraineni pentru controlul asupra altor orașe au continuat. Luptele pentru Liov au continuat până în martie 1919.  

## Urmări
Istoricii polonezi au numit luptele pentru controlul orașului Lwów „ultimul conflict civilizat”. Datorită faptului că cele două tabere aveau prea puțini oameni pentru crearea unor linii continui de front și nu dispuneau de artilerie, pierderile din rândurile civililor au fost relativ reduse, aproximativ 400 de persoane. De asemenea, ambele tabere au încercat să evite distrugerea instalațiilor orășenești, iar cele mai importante clădiri publice au fost proclamate „zone demilitarizate”. Astfel, au fost ferite de distrugere spitalele, rețeaua de apă potabilă și de canalizare, uzina de gaz și cea electrică. Au fost semnate armistiții locale pentru o zi și au existat o serie de cazuri în care atât soldații polonezi cât și cei ucraineni au jucat fotbal sau au participat la petreceri în perioada de încetare a focului. Un tânăr ofițer polonez, locotenent în acea perioadă, Bolesław Szwarcenberg-Czerny, avea să noteze în memoriile sale că, în timpul unui armistițiu, locotenentul Levski, comandantul unui avanpost ucrainean, a participat la o petrecere cu polonezii pe care îi ataca. Levski s-a îmbătat atât de tare, încât nu a mai putut să se întoarcă la unitatea sa. În această situație delicată s-a convenit semnarea unui nou armistițiu, pentru a-i permite locotenentului ucrainean să se reîntoarcă la unitatea sa. 
Pierderile umane în ambele tabere au fost reduse. Polonezii au pierdut 439 combatanți, femei și bărbați, 120 dintre ei fiind elevi de gimnaziu, iar 76 – studenți la universitatea din oraș. Cei mai mulți dintre ei au fost îngropați la „Cimitirul apărătorilor Liovului”. 